# Bucklandiella macounii
Bucklandiella macounii, syn. Racomitrium macounii — вид мохів порядку гріміальних (Grimmiales).

## Поширення
Батьківщиною є Європа, Північна Америка, Азія.
Населяє сухі відкриті ділянки, здебільшого з високою інтенсивністю освітлення, кислі чи рідко вапняні ґрунти та скелі, валуни, скелі, уступи й осипи, полярну тундру й тундроподібні пустелі в горах, тороси на торфовищах і болотах, над сирою землею окрайців боліт; на висотах від 0 до 2300 м.

## Характеристика
Рослини утворюють темні або сірувато-жовтувато-зелені, жовтувато-чорнувато-коричневі пучки або плями, зазвичай сиві, коли висихають. Стебла до 15 см і більше. Листки скупчені, прямовисні в сухому стані й від прямих до серпуватих у вологому, лінійно-ланцетні, 3–5 × 0.6–0.9 мм, краї загнуті до повороту на 1/2-2/3 довжини листка; верхівки поступово звужуються до довгого й тонкого остюка. Коробочкові ніжки від коричневого до червонувато-коричневого забарвлення, 3–7(10) мм, прямовисні, згинаються. Коробочка коричнева, 1–1.7 мм, гладка, блискуча. Спори 8–12 мкм.